# サンティアゴ・メレ
サンティアゴ・アンドレス・メレ・カスタニェーロ（Santiago Andrés Mele Castañero, 1997年9月6日 - ）は、ウルグアイ・モンテビデオ県モンテビデオ出身のサッカー選手。アトレティコ・ジュニオール所属。ポジションはGK。

## クラブ経歴
ユース時代からCAフェニックスに所属し、国内リーグ2013-14シーズン終盤に当時14歳でトップチームに招集され、2014年4月14日のCAフベントゥ・デ・ラス・ピエドラス戦でベンチ入り。2015年に正式にプロ契約を締結。2016年8月31日のCAセロ戦でプロデビュー。
2017年9月4日、トルコのオスマンルスポルFKと契約。2017-18シーズンはローン移籍でMKEアンカラギュジュとリェイダ・エスポルティウに所属。2018-19シーズンより正式にオスマンルスポルFKに加入。翌2019-20シーズンより2部リーグながらトップチームに定着した。

## 代表歴
プロデビュー前の2015年からユース世代のウルグアイ代表に随時招集。2017年はU-20代表で大きく飛躍。南米ユース選手権で優勝し、2017 FIFA U-20ワールドカップの代表にも招集。グループリーグの日本戦で2-0で完封勝利を達成。U-20代表は優勝候補に挙げられたものの、準決勝のベネズエラ戦では、ゲーム終盤まで1-0でリードしていたものの、試合終了間際にサムエル・ソーサに同点FKを決められ、PK戦で屈し、4位で終わった。
2024年6月8日、コパ・アメリカ2024に出場するウルグアイ代表メンバーに選出された。

## その他
- 2017 FIFA U-20ワールドカップの開催中、同胞の大先輩ルイス・スアレス (1987年生のサッカー選手)から激励され、大会終了後もスアレスから労いの言葉を捧げられた[6][7]。